# 高安古墳群
高安古墳群（たかやすこふんぐん）は、大阪府八尾市の東部、高安山の麓に分布する古墳群。特に古墳が高い密度で集中する部分は「高安千塚」と称される。周知の埋蔵文化財包蔵地名としてそれまで「高安古墳群」とされてきた高安千塚を2012年（平成24年）度より「高安千塚古墳群」とし、高安山麓のより広い範囲が高安古墳群として周知されている。2015年（平成27年）3月10日に、高安千塚古墳群が国史跡に指定された。

## 概要
八尾市の高安地区中部（千塚、山畑、大窪、服部川、郡川あたり）には約200基の古墳群が現存しており、その多さからこのあたりを「千塚」と呼ぶようになった。古墳時代後期の6世紀から7世紀にかけて造られ、大正時代の調査で、かつては600基ほどあったとみられている。
その多くが、横穴式石室を持った直径10～20メートルほどの小さな円墳で、高安山の中腹、標高50～300メートルあたりに多く分布している。 大抵の場合、南側に開口している。
このあたりでは4, 5世紀の古墳時代前・中期にかけては巨大な権力を持ったごく少数の人物が巨大な前方後円墳を造った。しかし古墳時代後期には権力が分散し、財力のある小豪族がこのあたりに勢力を伸ばし、小規模な円墳を造るようになり、多くの墳墓が集中するようになったと考えられている。具体的な被葬者については詳細不明である。
明治時代初期に モースが開山塚古墳などを調査・スケッチをして、その成果を「日本におけるドルメン」として紹介している。 また、W・ゴーランドが二室塚古墳の写真撮影を試み、1897年（明治30年）に論文で「双室ドルメン」として発表していることが後の研究で判っている。 なお、坪井正五郎は1888年（明治21年）に「古墳・塚穴、ドルメン同源説」という論文を発表している。

## 主な古墳
高安千塚古墳群は4つの支群に分けられる。

### 大窪・山畑支群
- 河内ドルメン（正式名：大窪・山畑36号墳）

地元では「ドルメン」「ドルメン古墳」と呼ばれている。墳丘の盛土が失われ、石室が完全に露出した状態になっている。2007年（平成15年）末現在、周囲は薮が生い茂っており、近づくことさえできない状態である。
- 俊徳丸鏡塚（正式名：大窪・山畑27号墳）

- 抜塚（正式名：大窪・山畑7号墳）

来迎寺境内（墓地）の南にある。石室が失われ、羨道部分のみが残ってトンネル状になっている。

### 服部川支群
- 二室塚古墳（正式名：服部川25号墳、通称：双室ドルメン）

墳丘の盛土が削れ、石室の一部が露出した状態になっている。玄室が縦に2つ繋がっており、非常に珍しい形態とされ、二室塚の名の由来となっている。石室の石組みが脆くなっており、崩落の危険性があるとされる。

### 郡川支群
2007年（平成15年）末時点では、今後の分布調査により正式名称が変わる可能性があるとされている。
- 開山塚古墳（正式名：郡川1号墳。 法蔵寺境内にある。）

石室内部の広さが約15.7m2あり、高安古墳群内では最大級とされる。

### 周辺地区
高安古墳群のうち高安千塚古墳群を除く部分については、所在する地区名から、高安古墳群○○地区××号墳と呼称される。

## ギャラリー

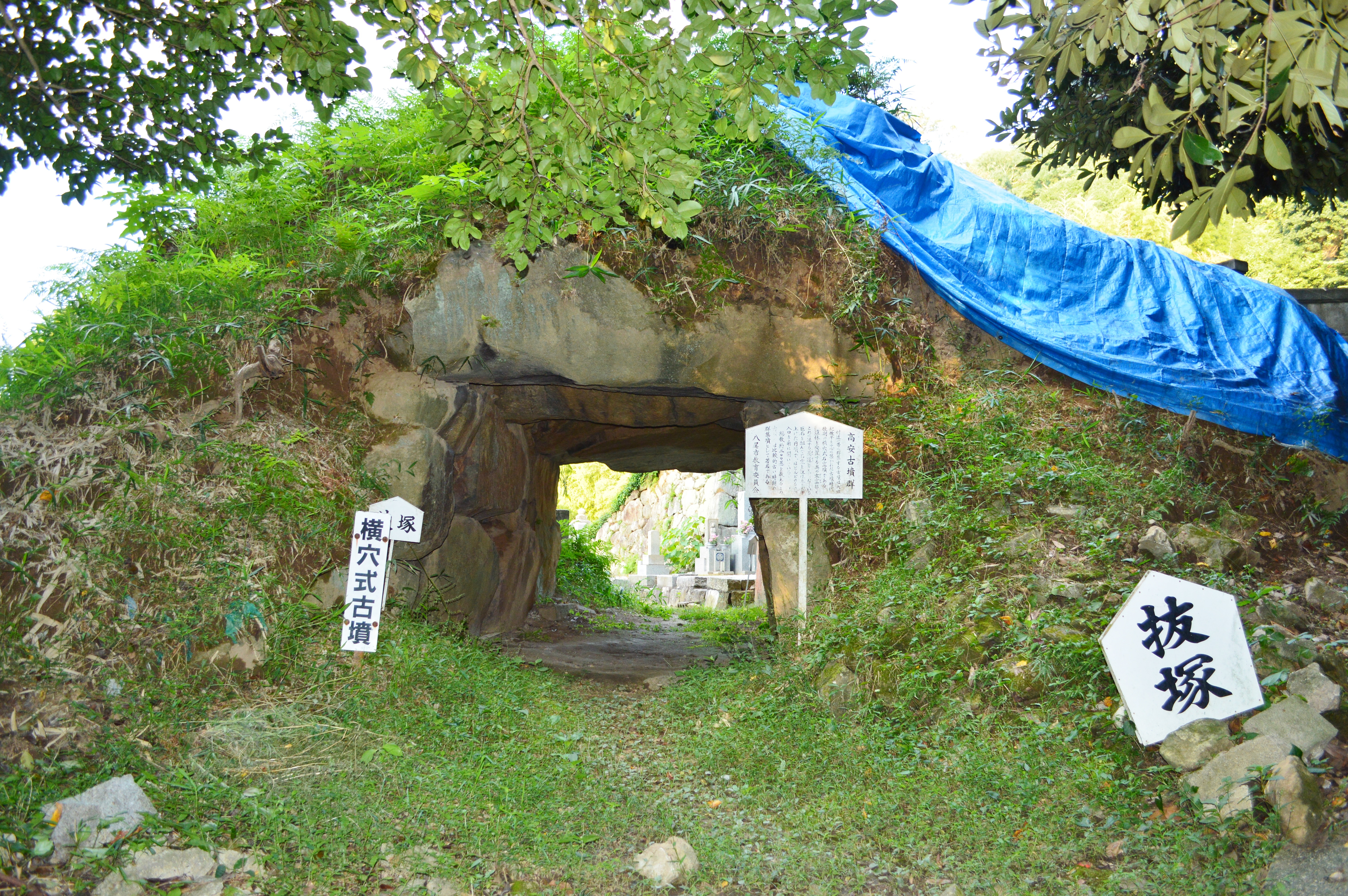
大窪・山畑7号墳（抜塚古墳） 石室開口部。羨道部分がトンネル状に残る。
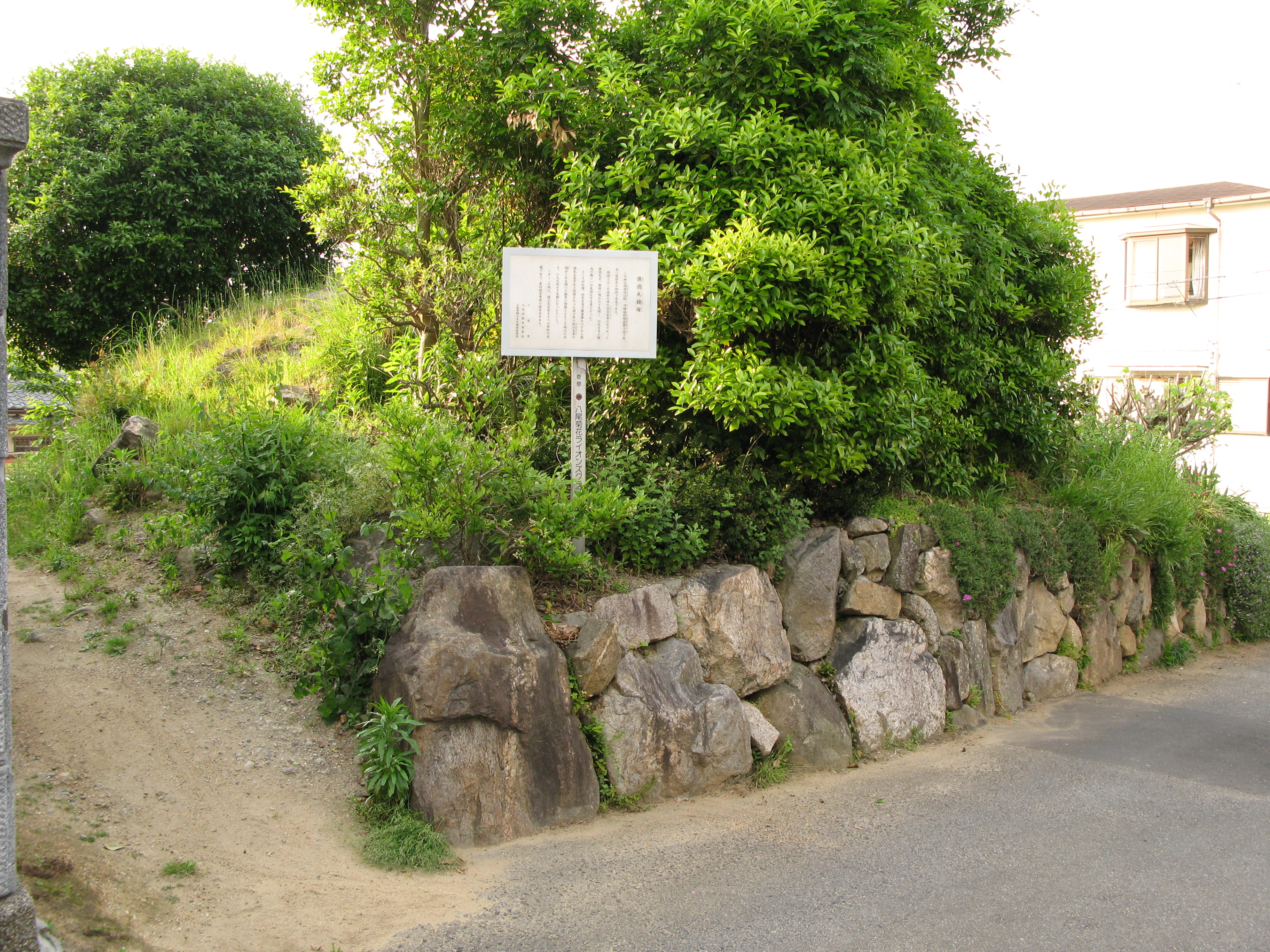
大窪・山畑27号墳（俊徳丸鏡塚古墳） 古墳入り口。歌舞伎役者が寄進した灯籠が残る。
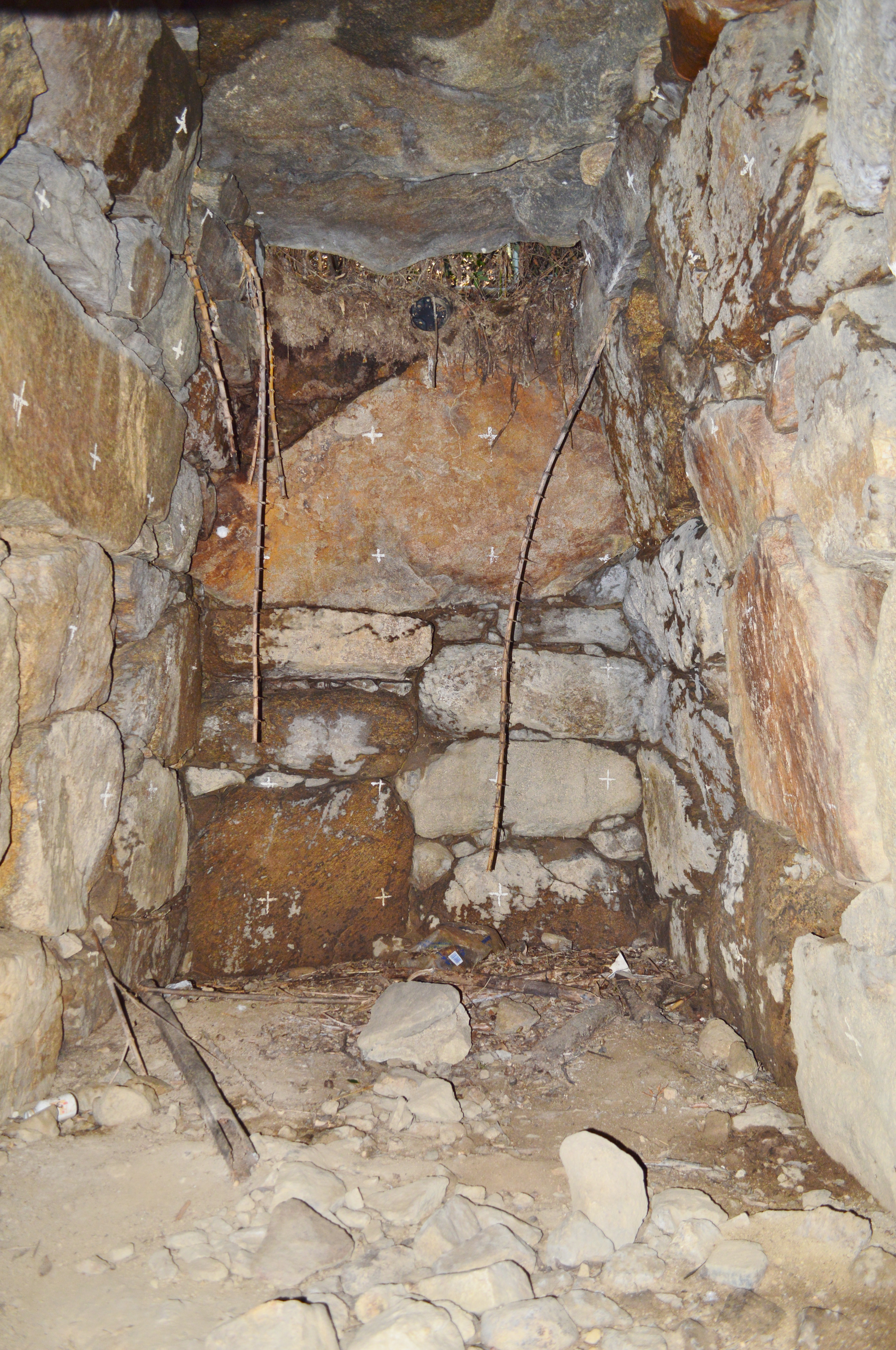
服部川1号墳 玄室（奥壁方向）。中央左に石棚を付す。
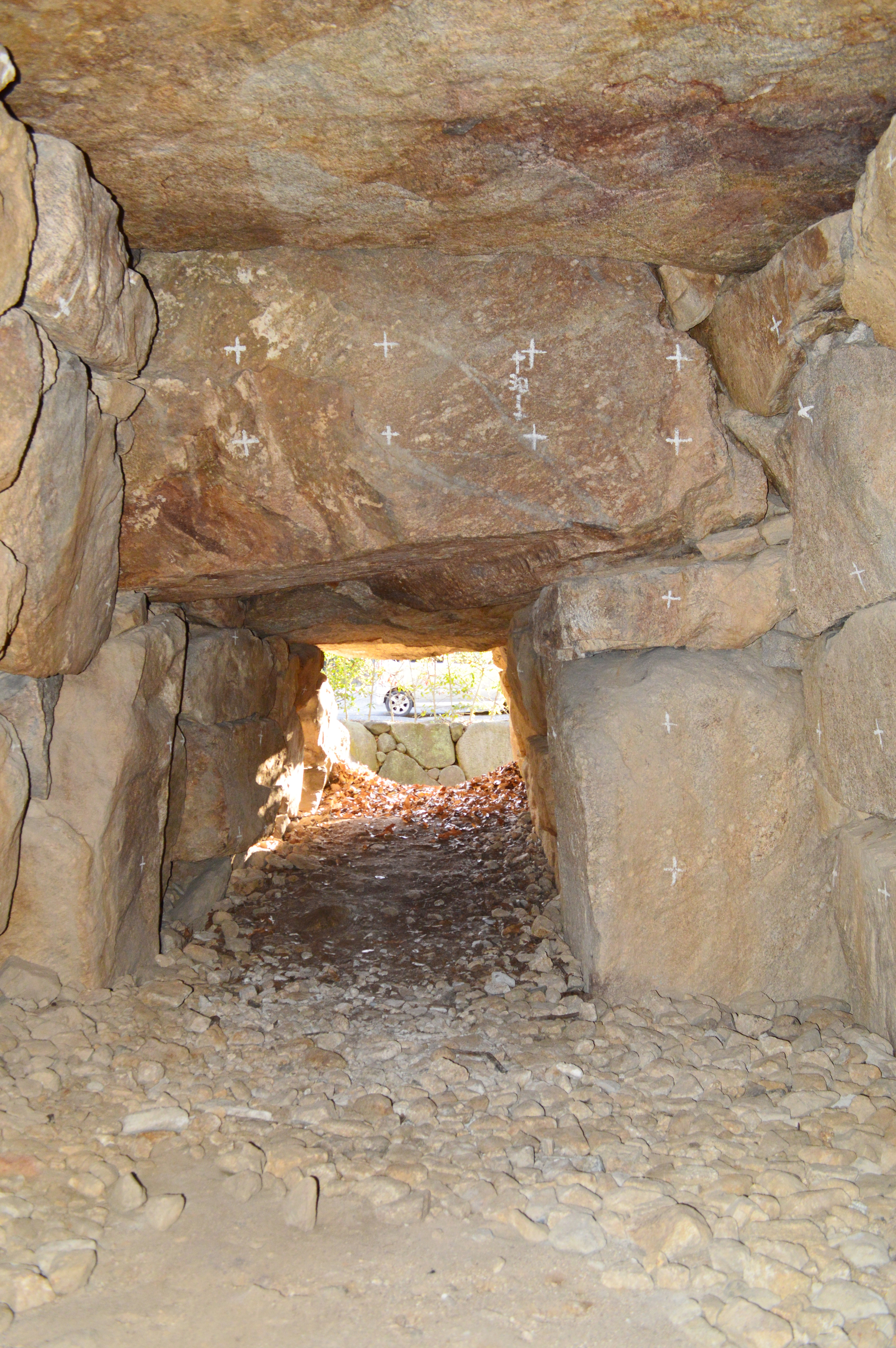
服部川7号墳 玄室（羨道方向）。右片袖式としては高安古墳群で最大規模。
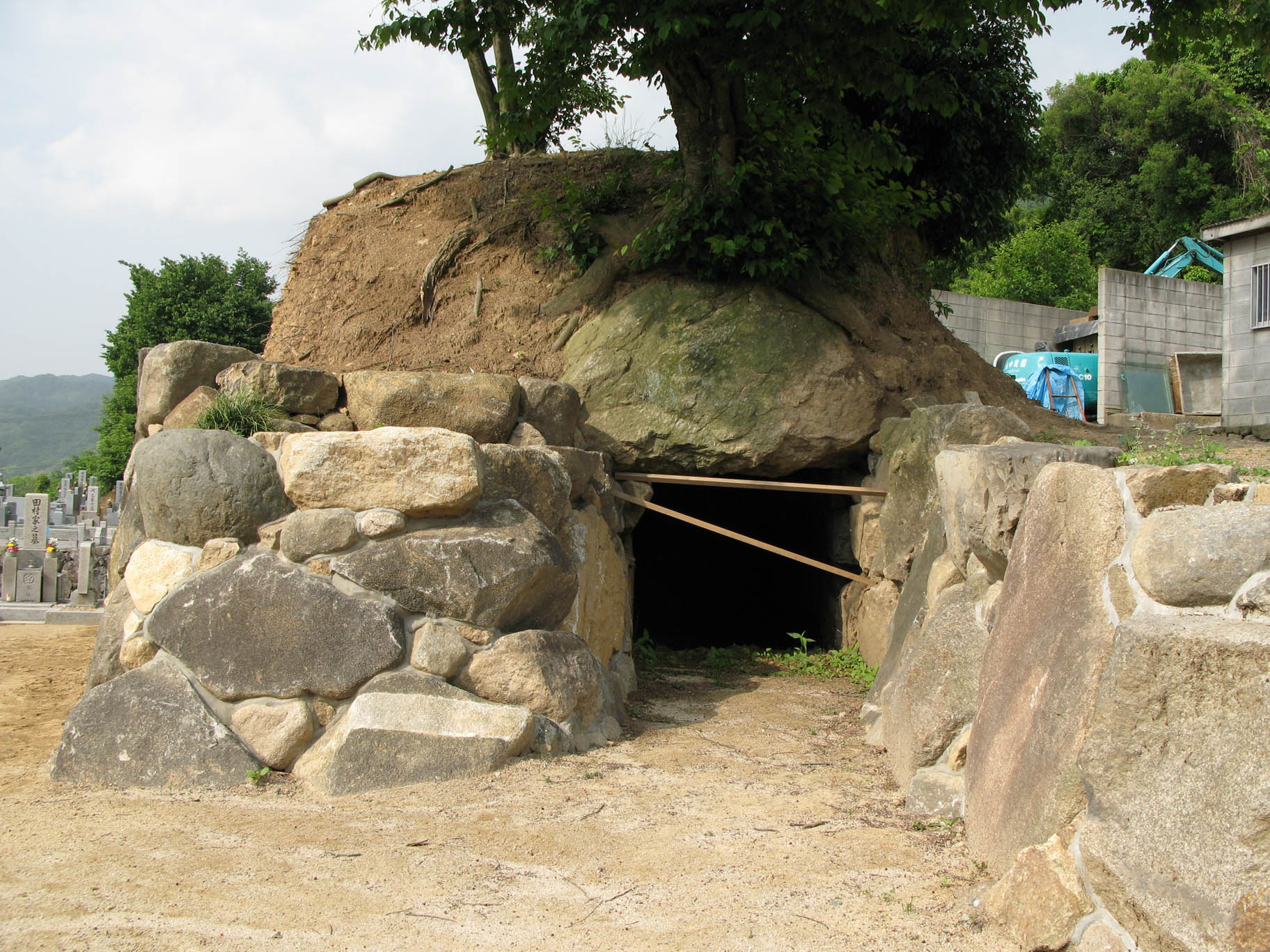
服部川10号墳
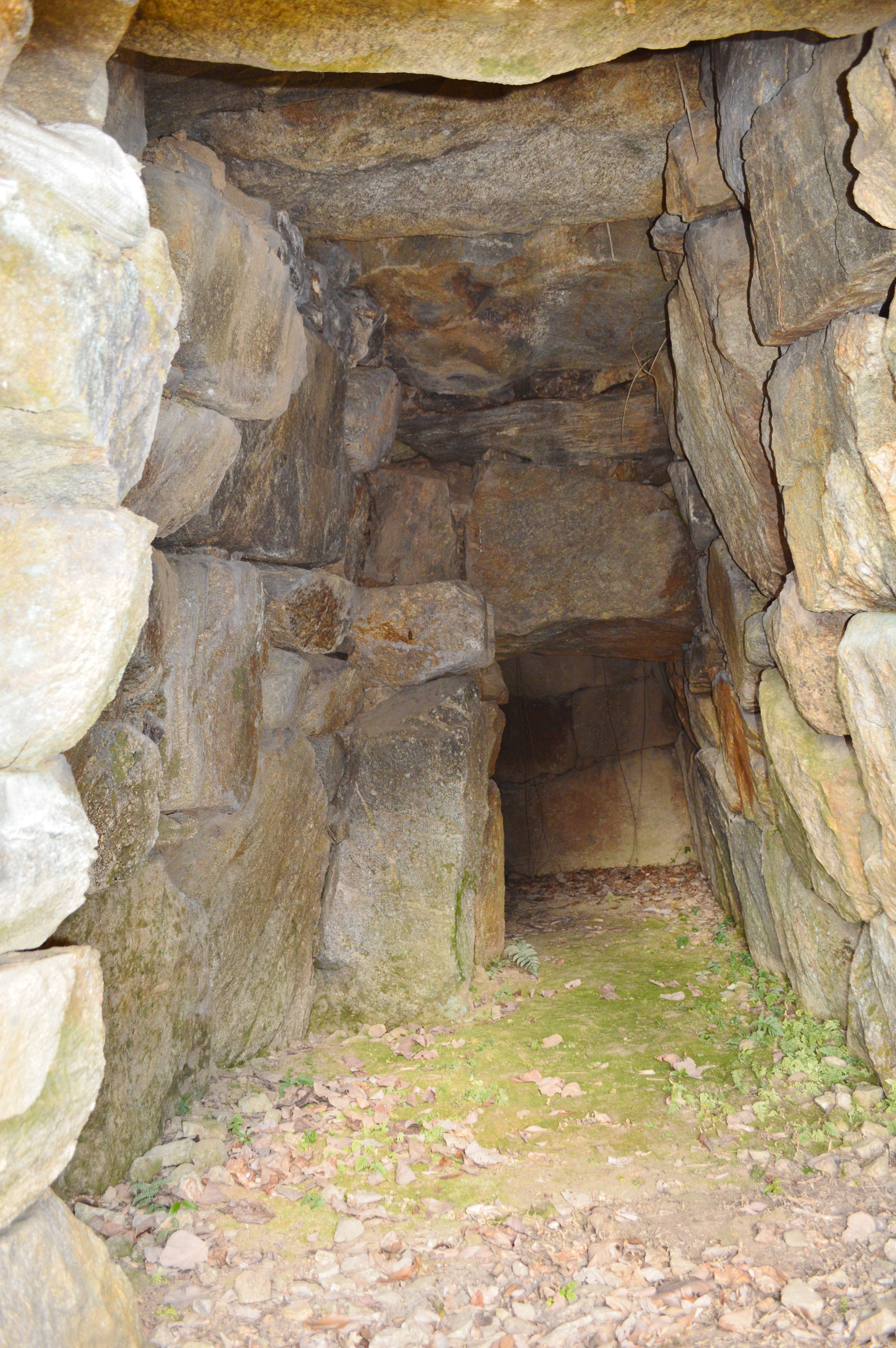
服部川25号墳（二室塚古墳） 石室（奥壁方向）。手前室・奥室の複室構造。
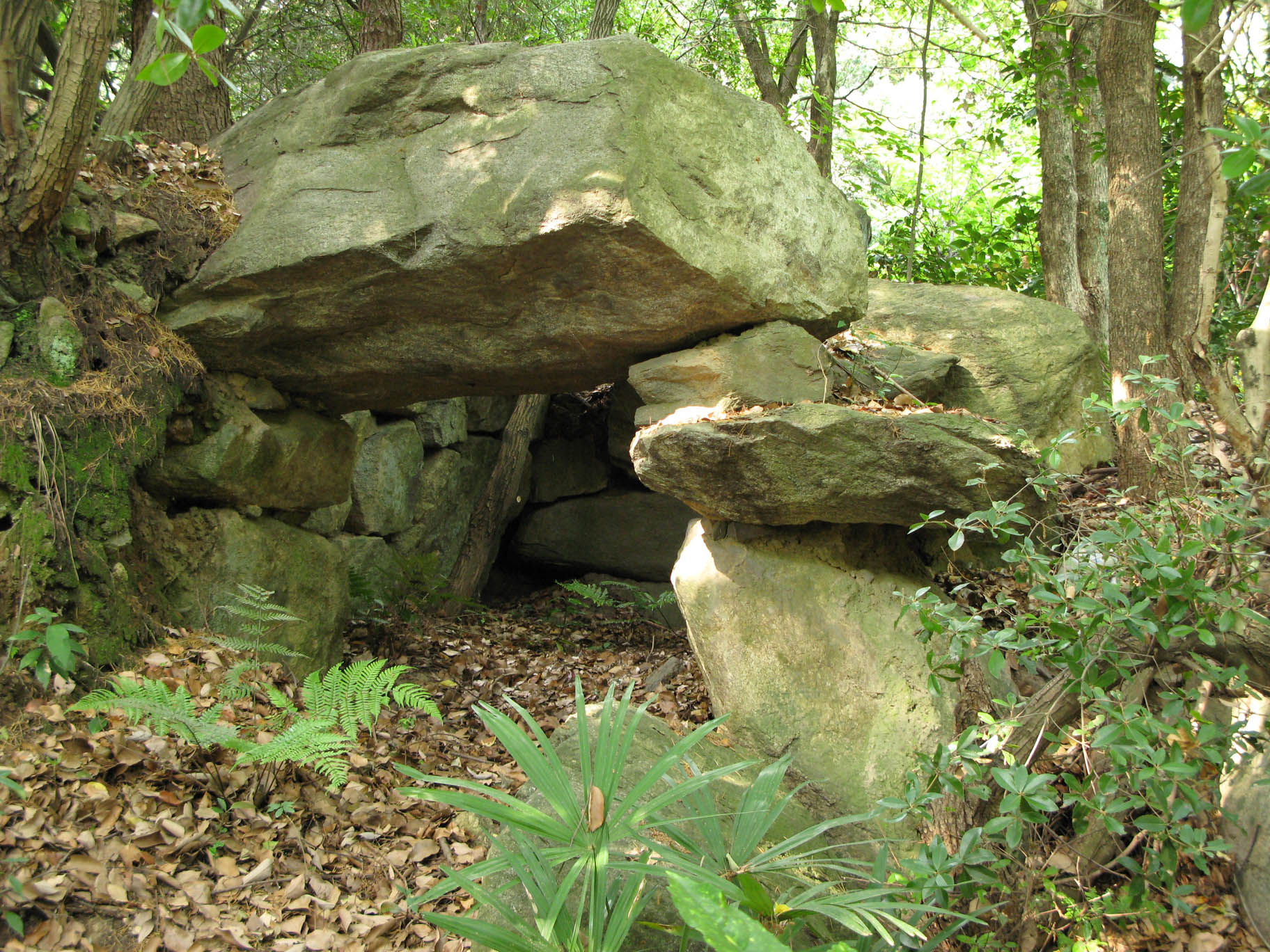
服部川46号墳
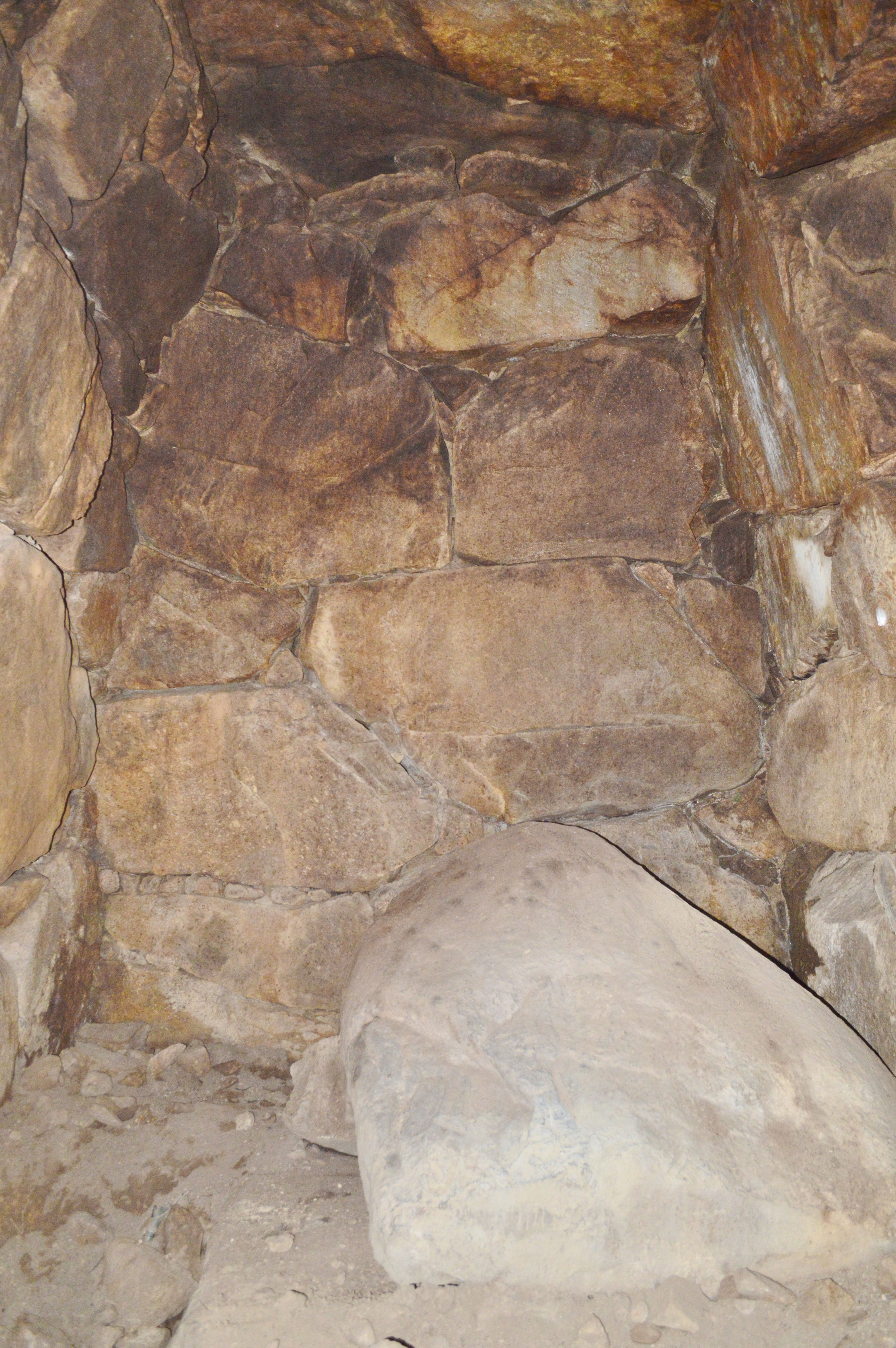
服部川90号墳（二階塚上墳） 玄室（奥壁方向）。
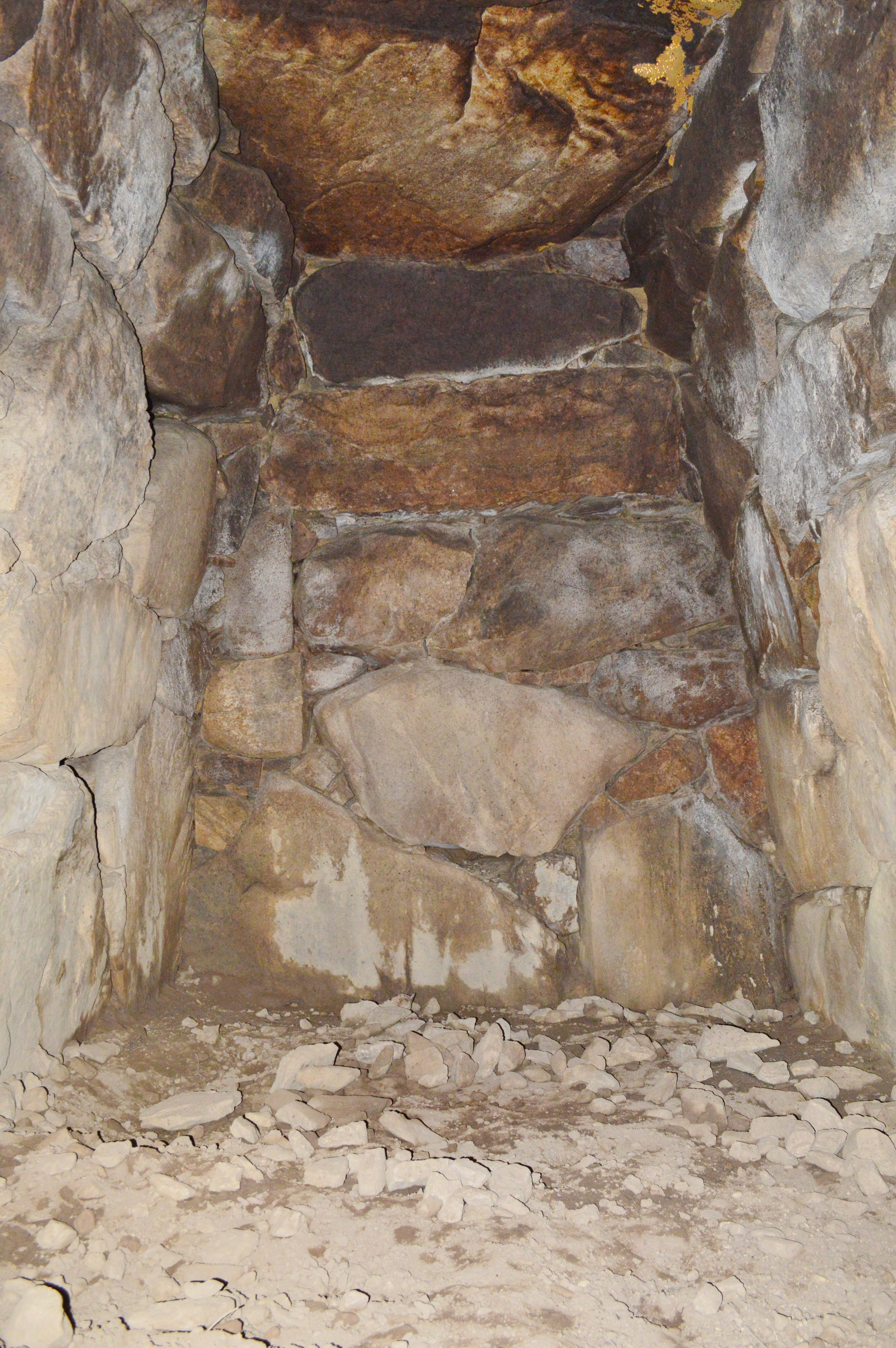
服部川91号墳（二階塚下墳） 玄室（奥壁方向）。
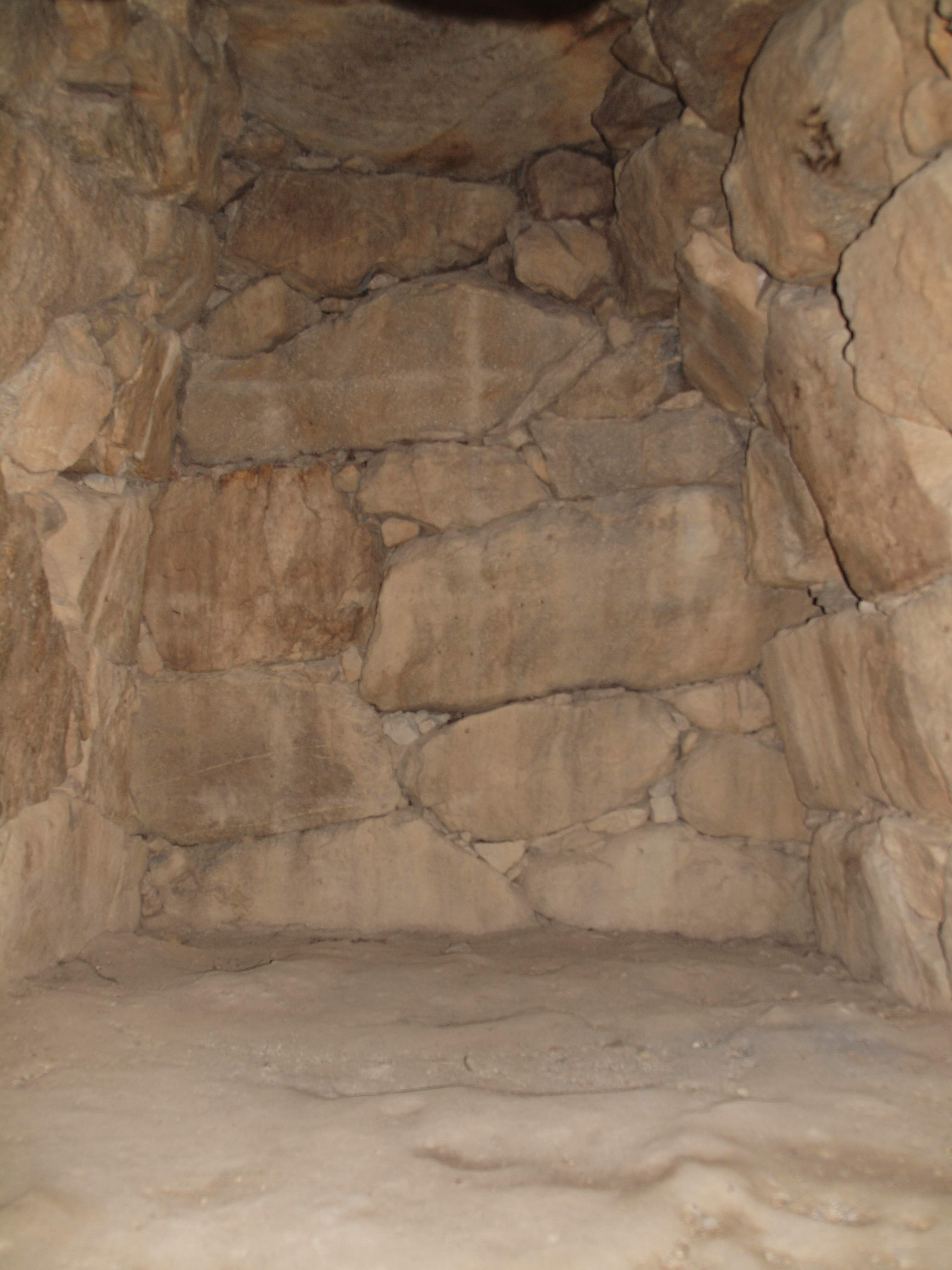
郡川1号墳（開山塚古墳） 玄室（奥壁方向）。両袖式。高安古墳群で最大規模。
郡川1号墳（開山塚古墳）石室俯瞰図
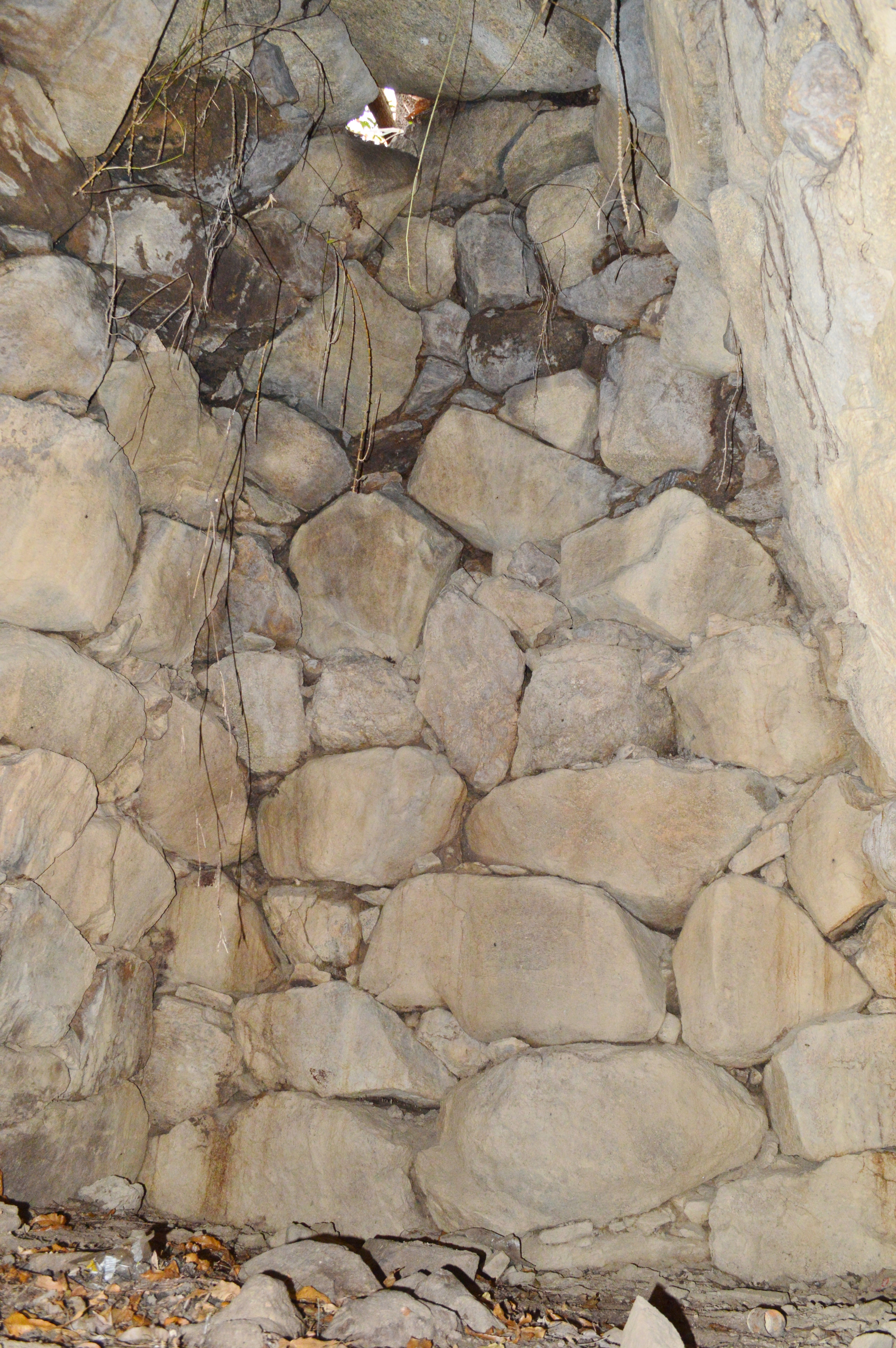
郡川16号墳 玄室（奥壁方向）。ドーム状天井。
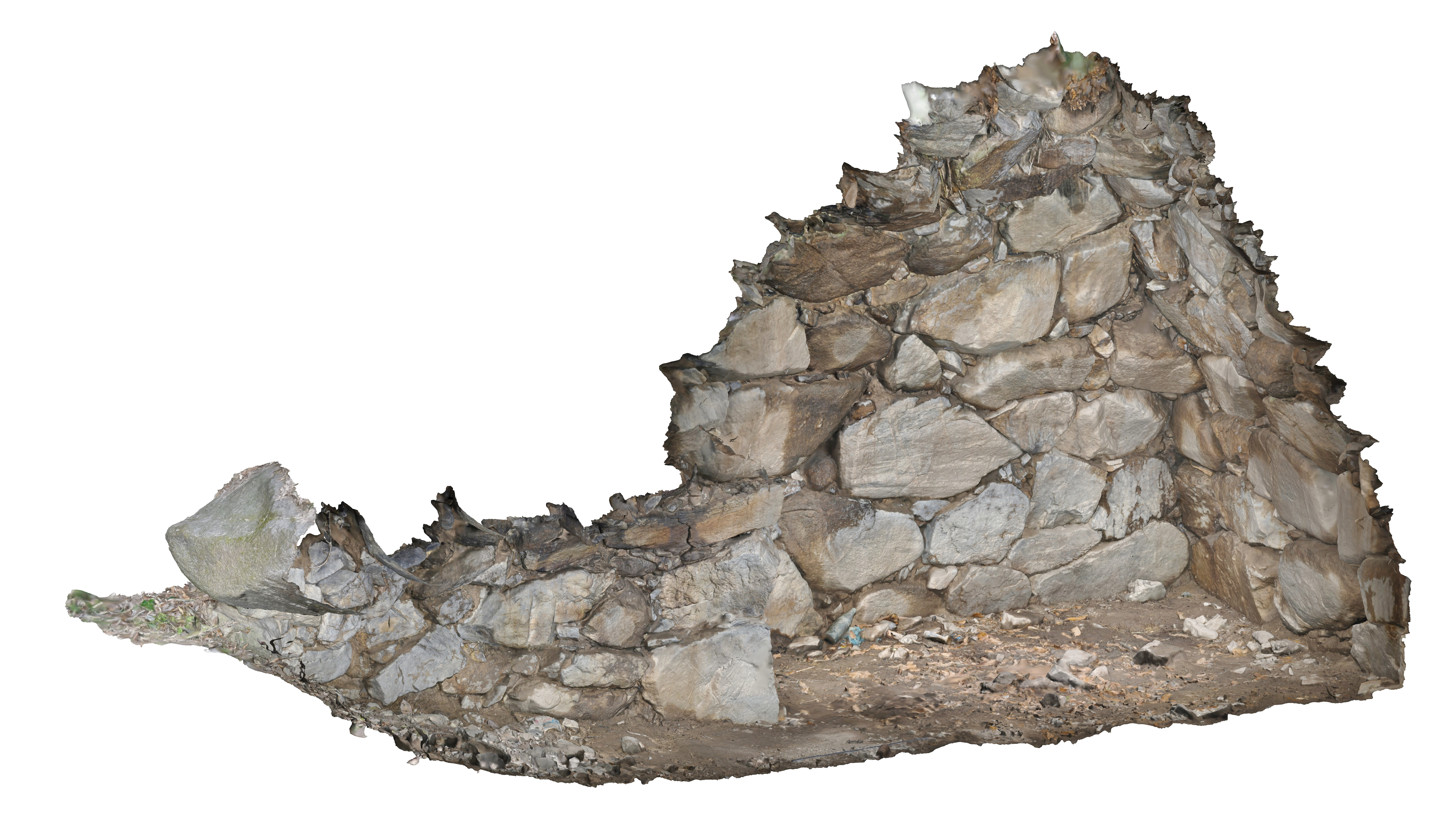
郡川16号墳石室俯瞰図

## 文化財

### 国の史跡
- 高安千塚古墳群
2015年（平成27年）3月10日、服部川支群のうち102基、大窪・山畑支群のうち3基、郡川北支群のうち5基の計110基を指定[5]。
2021年（令和3年）10月11日、郡川西塚古墳を追加指定[6]。

### 八尾市指定文化財
- 有形文化財
  - 高安千塚古墳群 服部川支群 伝森田山古墳出土 圭頭大刀・耳環・須恵器（考古資料） - 所有者は個人。八尾市立歴史民俗資料館寄託。2015年（平成27年）3月5日指定[7]。
  - 高安千塚古墳群郡川南支群 郡川16号墳出土品（考古資料） - 八尾市立歴史民俗資料館保管。2023年（令和5年）3月10日指定。
- 史跡
  - 高安古墳群 二室塚古墳石室 - 2007年（平成19年）3月12日指定[7]。
  - 高安古墳群 大窪・山畑8号墳 - 2008年（平成20年）3月21日指定[7]。

なお、八尾市指定史跡として「高安古墳群 開山塚古墳」が2005年（平成17年）3月17日に、「高安古墳群 郡川2号墳・3号墳・3-B号墳・4号墳」が2006年（平成18年）3月20日に、「高安古墳群 大窪・山畑7号墳」が2008年（平成20年）3月21日に指定されていたが、国史跡指定に伴い市史跡指定は解除されている。